# Хлебіне
46°09′ пн. ш. 16°58′ сх. д. / 46.15° пн. ш. 16.96° сх. д.
Хлебіне (хорв. Hlebine) – громада і населений пункт в Копривницько-Крижевецькій жупанії Хорватії.

## Населення
Населення громади за даними перепису 2011 року становило 1 304 осіб. Населення самого поселення становило 1 155 осіб.
Динаміка чисельності населення громади:
Динаміка чисельності населення центру громади:

## Населені пункти
Крім поселення Хлебіне, до громади також входять:
Габаєва-Греда